# Jan Jiří Saský
Princ Jan Jiří Pius Karel Leopold Maria Januárius Anakletus Saský, vévoda saský (10. července 1869, Drážďany – 24. listopadu 1938), byl šesté dítě a druhý nejstarší syn Jiřího Saského a jeho manželky Marie Anny Portugalské a mladší bratr posledního krále Saského království Fridricha Augusta III. Saského. Jan Jiří byl známý odborník na umění a vášnivý sběratel umění.

## Mládí
Jan Jiří byl šestý z osmi dětí a druhý syn Jiřího Saského, předposledního saského krále, a jeho manželky infantky Marie Anny Portugalské. Princ vyrostl v Drážďanech a dostalo se mu přísné římskokatolické výchovy.
Rané vzdělávání Jana Jiřího vedli soukromí učitelé až do roku 1881, kdy začal svůj vojenský výcvik. V letech 1889 až 1890 Jan Jiří a jeho mladší bratr Maxmilián společně studovali práva ve Freiburgu im Breisgau. Po přechodu na Lipskou univerzitu navštěvoval Jan Jiří především přednášky z historie a dějin umění. V roce 1909 získal princ na Lipské univerzitě čestný doktorát.

## Královská kariéra
V říjnu 1902 byl vyslán k různým evropským dvorům, aby oznámil nástup svého otce krále Jiřího na trůn. Dne 12. října byl v Londýně přijat králem Eduardem VII. a také navštívil hrad Windsor.
Rakouský císař jej v roce 1902 jmenoval čestným plukovníkem 11. pěšího pluku rakousko-uherské armády. V lednu 1903 navštívil Vídeň.

## Manželství
Jan Jiří se 5. dubna 1894 ve Stuttgartu ve Württembersku oženil s vévodkyní Marií Isabelou Württemberskou, třetím dítětem a druhou nejstarší dcerou vévody Filipa Württemberského a jeho manželky arcivévodkyně Marie Terezie; neměli děti.[zdroj?] Marie Isabela zemřela 24. května 1904 ve věku 32 let v Drážďanech.[zdroj?]
Dne 30. října 1906 se ve francouzských Cannes podruhé oženil s princeznou Marií Imakulátou Bourbonsko-Neapolsko-Sicilskou, čtvrtým dítětem a nejstarší dcerou prince Alfonse Bourbonsko-Neapolsko-Sicilského, hraběte z Caserty, a jeho manželky princezny Antonie Bourbonsko-Neapolsko-Sicilské.[zdroj?] Pár neměl děti.[zdroj?]

## Rezidence

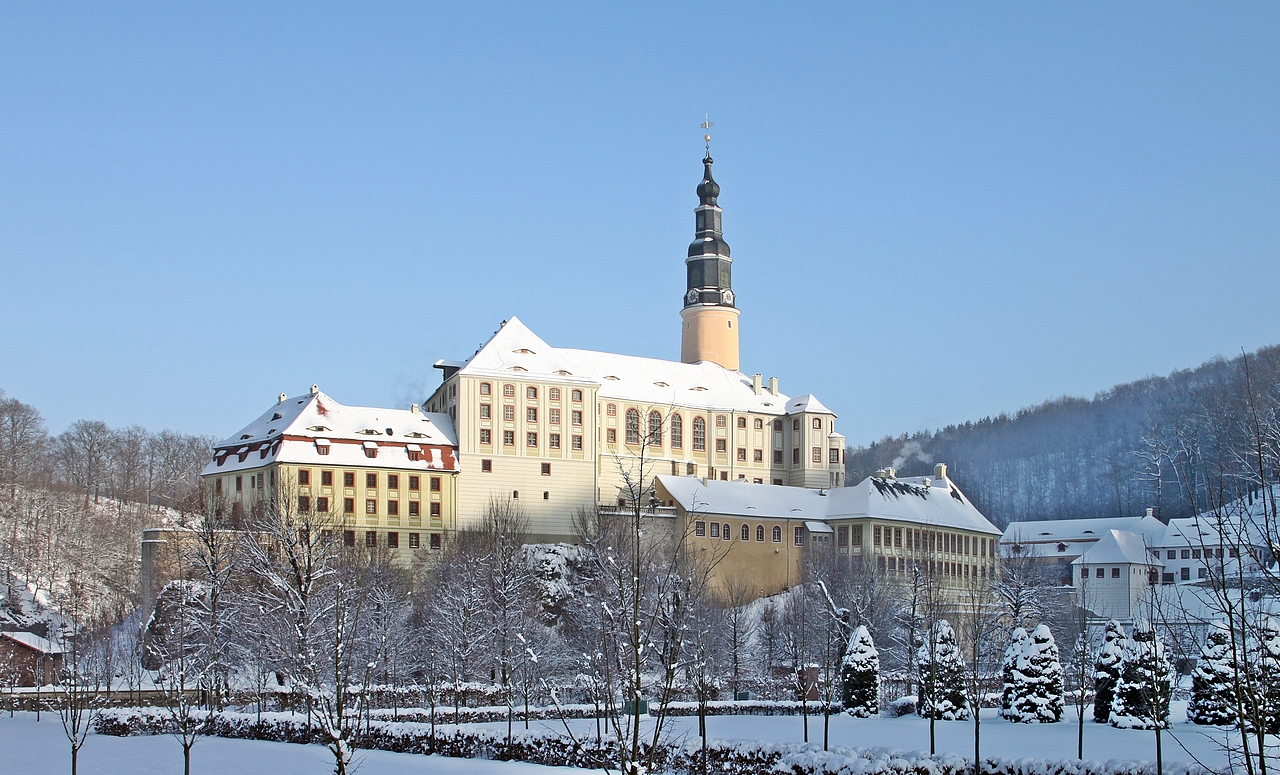
Zámek Weesenstein v zimě

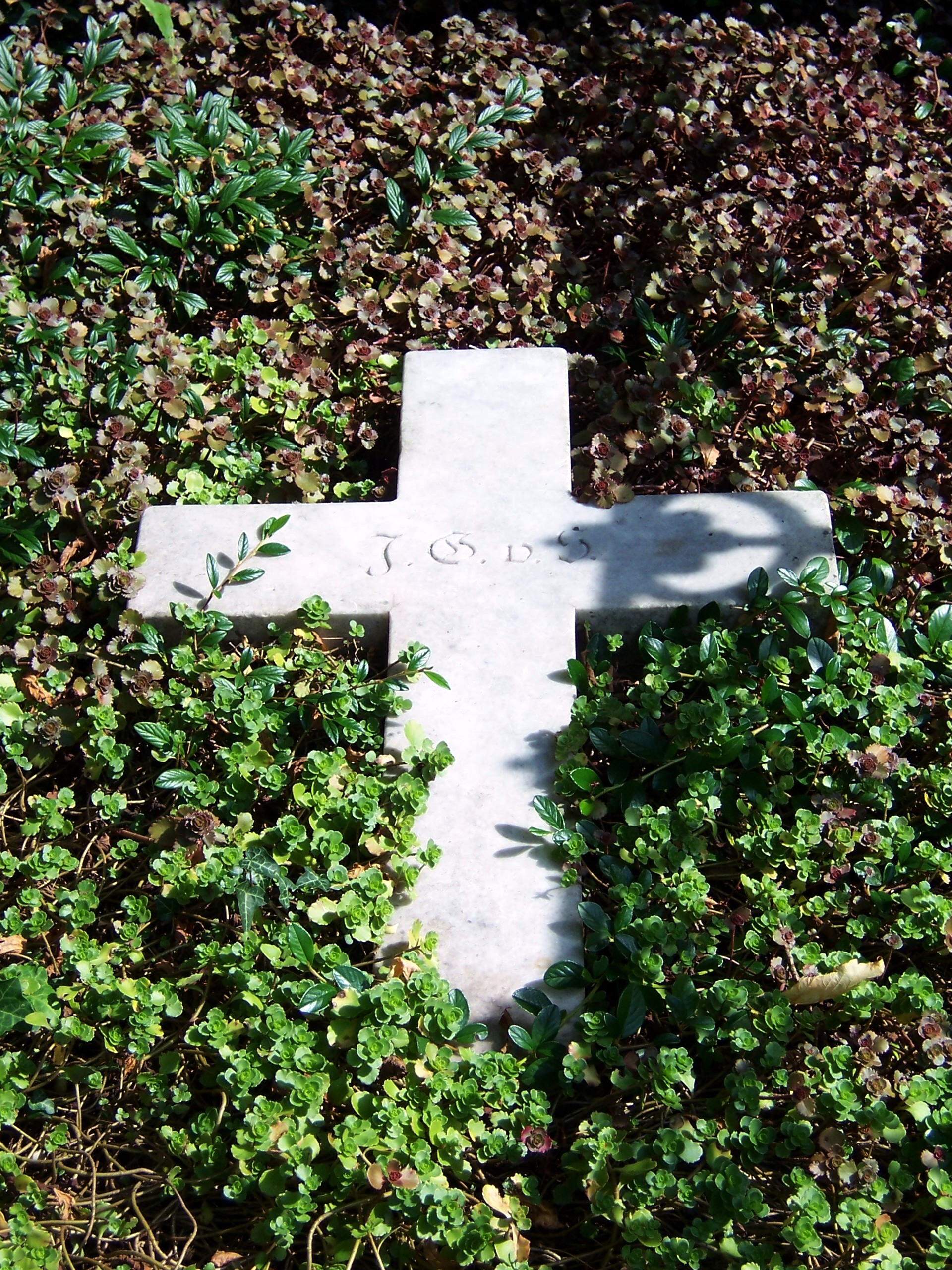
Místo pohřbení Jana Jiřího v katedrále v Drážďanech

Od roku 1902 sídlil Jan Jiří na zámku Weesenstein přibližně 30 km od Drážďan, vysoko nad obcí Müglitztal. V roce 1918, po skončení první světové války a abdikaci svého bratra Fridricha Augusta III., prodal zámek Weesenstein a přestěhoval se do Freiburgu im Breisgau.

## Vyznamenání
- Saské království: Rytíř Řádu routové koruny, 1881[2]
- Rakousko-Uhersko:[3]
  - Velkokříž Řádu sv. Štěpána, 1891
  - Rytíř Řádu zlatého rouna, 1898
- Bádenské velkovévodství: Rytíř Domácího řádu věrnosti, 1905[4]
- Bavorské království: Rytíř Řádu sv. Huberta, 1898[5]
- Hesenské velkovévodství: Velkokříž Řádu Ludvíkova, 6. dubna 1892[6]
- Pruské království: Rytíř Řádu černé orlice[7]
- Sasko-Výmarsko-Eisenašsko: Velkokříž Řádu bílého sokola, 1890[8]
- Württemberské království: Velkokříž Řádu württemberské koruny, 1892[9]
- Španělsko: Velkokříž Řádu Karla III., s řetězem, 20. října 1908[10]

## Vývod z předků
|                |                                       |  |                                      |                                        |  |  |  |  |  |  |  | Bedřich Kristián Saský |
|                |                                       |  |                                      |                                        |  |  |  |  |  |  |  |                        |
|                | Maxmilián Saský                       |  |                                      |                                        |  |  |  |  |  |  |  |                        |
|                |                                       |  |                                      |                                        |  |  |  |  |  |  |  |                        |
|                |                                       |  |                                      | Marie Antonie Bavorská                 |  |  |  |  |  |  |  |                        |
|                |                                       |  |                                      |                                        |  |  |  |  |  |  |  |                        |
|                | Jan I. Saský                          |  |                                      |                                        |  |  |  |  |  |  |  |                        |
|                |                                       |  |                                      |                                        |  |  |  |  |  |  |  |                        |
|                |                                       |  |                                      | Ferdinand Parmský                      |  |  |  |  |  |  |  |                        |
|                |                                       |  |                                      |                                        |  |  |  |  |  |  |  |                        |
|                | Karolína Marie Tereza Parmská         |  |                                      |                                        |  |  |  |  |  |  |  |                        |
|                |                                       |  |                                      |                                        |  |  |  |  |  |  |  |                        |
|                |                                       |  |                                      | Marie Amálie Habsbursko-Lotrinská      |  |  |  |  |  |  |  |                        |
|                |                                       |  |                                      |                                        |  |  |  |  |  |  |  |                        |
|                | Jiří I. Saský                         |  |                                      |                                        |  |  |  |  |  |  |  |                        |
|                |                                       |  |                                      |                                        |  |  |  |  |  |  |  |                        |
|                |                                       |  |                                      | Fridrich Michael Falcko-Birkenfeldský  |  |  |  |  |  |  |  |                        |
|                |                                       |  |                                      |                                        |  |  |  |  |  |  |  |                        |
|                | Maxmilián I. Josef Bavorský           |  |                                      |                                        |  |  |  |  |  |  |  |                        |
|                |                                       |  |                                      |                                        |  |  |  |  |  |  |  |                        |
|                |                                       |  |                                      | Marie Františka Falcko-Sulzbašská      |  |  |  |  |  |  |  |                        |
|                |                                       |  |                                      |                                        |  |  |  |  |  |  |  |                        |
|                | Amálie Augusta Bavorská               |  |                                      |                                        |  |  |  |  |  |  |  |                        |
|                |                                       |  |                                      |                                        |  |  |  |  |  |  |  |                        |
|                |                                       |  |                                      | Karl Ludwig von Baden                  |  |  |  |  |  |  |  |                        |
|                |                                       |  |                                      |                                        |  |  |  |  |  |  |  |                        |
|                | Karolína Frederika Vilemína Bádenská  |  |                                      |                                        |  |  |  |  |  |  |  |                        |
|                |                                       |  |                                      |                                        |  |  |  |  |  |  |  |                        |
|                |                                       |  |                                      | Amalie von Hessen-Darmstadt            |  |  |  |  |  |  |  |                        |
|                |                                       |  |                                      |                                        |  |  |  |  |  |  |  |                        |
| Jan Jiří Saský |                                       |  |                                      |                                        |  |  |  |  |  |  |  |                        |
|                |                                       |  |                                      |                                        |  |  |  |  |  |  |  |                        |
|                |                                       |  | František Sasko-Kobursko-Saalfeldský |                                        |  |  |  |  |  |  |  |                        |
|                |                                       |  |                                      |                                        |  |  |  |  |  |  |  |                        |
|                | Ferdinand Sasko-Kobursko-Gothajský    |  |                                      |                                        |  |  |  |  |  |  |  |                        |
|                |                                       |  |                                      |                                        |  |  |  |  |  |  |  |                        |
|                |                                       |  |                                      | Augusta Reussová z Ebersdorfu          |  |  |  |  |  |  |  |                        |
|                |                                       |  |                                      |                                        |  |  |  |  |  |  |  |                        |
|                | Ferdinand II. Portugalský             |  |                                      |                                        |  |  |  |  |  |  |  |                        |
|                |                                       |  |                                      |                                        |  |  |  |  |  |  |  |                        |
|                |                                       |  |                                      | František Josef Koháry z Csábrágu      |  |  |  |  |  |  |  |                        |
|                |                                       |  |                                      |                                        |  |  |  |  |  |  |  |                        |
|                | Marie Antonie Koháryová               |  |                                      |                                        |  |  |  |  |  |  |  |                        |
|                |                                       |  |                                      |                                        |  |  |  |  |  |  |  |                        |
|                |                                       |  |                                      | Marie Antonie z Valdštejna-Wartenbergu |  |  |  |  |  |  |  |                        |
|                |                                       |  |                                      |                                        |  |  |  |  |  |  |  |                        |
|                | Marie Anna Portugalská                |  |                                      |                                        |  |  |  |  |  |  |  |                        |
|                |                                       |  |                                      |                                        |  |  |  |  |  |  |  |                        |
|                |                                       |  |                                      | Jan VI. Portugalský                    |  |  |  |  |  |  |  |                        |
|                |                                       |  |                                      |                                        |  |  |  |  |  |  |  |                        |
|                | Petr I. Brazilský                     |  |                                      |                                        |  |  |  |  |  |  |  |                        |
|                |                                       |  |                                      |                                        |  |  |  |  |  |  |  |                        |
|                |                                       |  |                                      | Šarlota Joaquina Španělská             |  |  |  |  |  |  |  |                        |
|                |                                       |  |                                      |                                        |  |  |  |  |  |  |  |                        |
|                | Marie II. Portugalská                 |  |                                      |                                        |  |  |  |  |  |  |  |                        |
|                |                                       |  |                                      |                                        |  |  |  |  |  |  |  |                        |
|                |                                       |  |                                      | František I. Rakouský                  |  |  |  |  |  |  |  |                        |
|                |                                       |  |                                      |                                        |  |  |  |  |  |  |  |                        |
|                | Marie Leopoldina Habsbursko-Lotrinská |  |                                      |                                        |  |  |  |  |  |  |  |                        |
|                |                                       |  |                                      |                                        |  |  |  |  |  |  |  |                        |
|                |                                       |  |                                      | Marie Tereza Neapolsko-Sicilská        |  |  |  |  |  |  |  |                        |
|                |                                       |  |                                      |                                        |  |  |  |  |  |  |  |                        |